# Oscar Amoëdo y Valdes

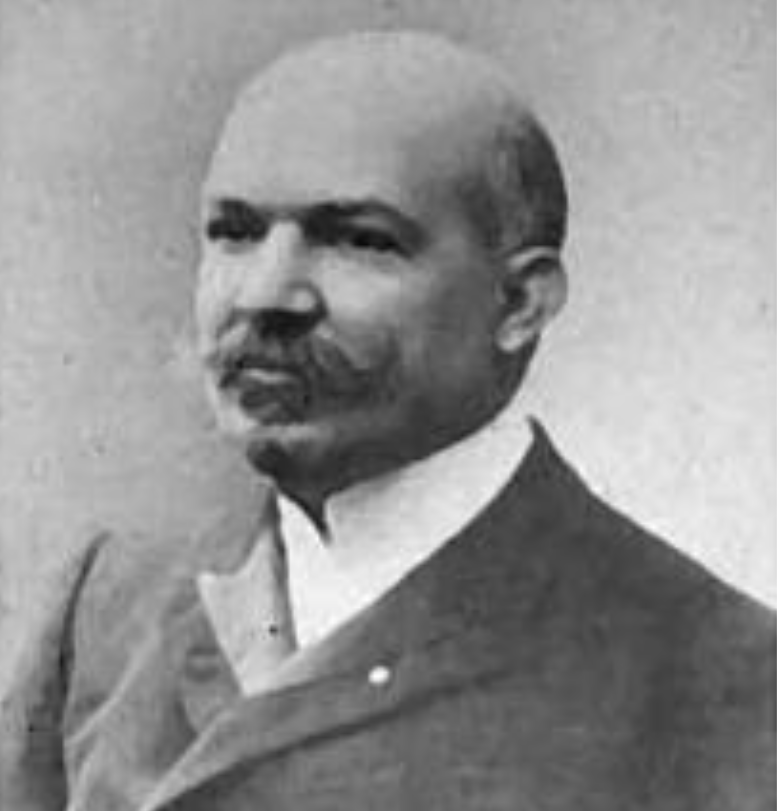
Oscar Amoëdo

Louis Oscar Amoëdo y Valdes (* 10. November 1863 in Matanzas, Kuba; † 27. September 1945 in Toulouse) war ein kubanischer Arzt und Zahnarzt, der als Vater der modernen forensischen Zahnmedizin gilt. Er besuchte im Jahre 1889 als Mitglied der kubanischen Delegation den Internationalen Zahnärztekongress in Paris, worauf er bis an sein Lebensende in Frankreich verblieb.

## Leben
Oscar Amoëdo kam in einfachen Verhältnissen in Matanzas in der Nähe Havannas zur Welt. Nach seiner Grundschulausbildung assistierte er dem stadtbekannten Zahnarzt Ricardo Gordon, der bald das Talent Amoëdos erkannte und ihm empfahl, ein Studium an der Zahnärzteakademie von Florencio Cancio Zamora in Havanna zu absolvieren. Mit einem Einserexamen ging er an das New Yorker Dental College, um 1888 nach Kuba zurückzukehren, wo er sich durch zahlreiche Operationsverfahren auszeichnete. Bald veröffentlichte er zahlreiche Fachartikel. Zusammen mit Carlos García Vélez gab er die Revista Estomatológica (span.: Stomatologisches Magazin) heraus.
Im Jahre 1889 sandte ihn die kubanische Zahnärztegesellschaft zum internationalen Zahnärztekongress nach Paris, wo er feststellte, dass seine Veröffentlichungen inzwischen ins Französische übersetzt worden waren. Er entschied sich in Paris zu bleiben und zusätzlich Medizin zu studieren. Seine Dissertation Forensische Zahnmedizin bezeichnete sein Doktorvater als eine Grundlagenarbeit in der Zahnmedizin, die weit über eine Dissertation hinausginge. Er habe eine Wissenslücke gefüllt, was die Identifikationsmöglichkeiten anhand zahnärztlicher Befunde betreffe.
Er eröffnete eine kleine Zahnarztpraxis in einem Hotelzimmer des Quartier Latin. Er widmet sich der Forschung und erlangte schnell große Berühmtheit, wobei er es bald mit Gegnern und Konkurrenten zu tun bekam, die unter anderem bemängelten, dass er nicht die französische Staatsbürgerschaft habe. Diese sei Voraussetzung, um eine Lehrbefähigung zu erhalten. Er müsse entweder seine kubanische Staatsbürgerschaft oder seine Professur abgeben. Auf Grund eines Antrags der Hochschule erteilte ihm jedoch der französische Bildungsminister die Lehrerlaubnis an der École odontotechnique in Paris (Décret du 24 juillet 1900).
Bald darauf wurde er zum Präsidenten der französischen Zahnärztegesellschaft gewählt.

## Forschung
Oscar Amoëdo war in allen Bereichen der zahnärztlichen Wissenschaft und Praxis tätig. Er veröffentlichte mehr als 120 Fachartikel. Er entwickelte Instrumente für bestimmte oralchirurgische Techniken, Spritzen, Instrumente zur Wurzelkanalfüllung und Artikulatoren. Im Bereich der Prothetik widmete er sich den Immediatprothesen. Er veröffentlichte Artikel über Kiefergelenkserkrankungen und Arbeiten über die Zähne des Pithecanthropus erectus.
Amoëdo war Mitglied in 14 wissenschaftlichen medizinischen und zahnmedizinischen Fachgesellschaften und nahm an 57 Fachkonferenzen in der ganzen westlichen Welt teil, zuletzt im Jahr 1936 im Alter von 72 Jahren.

### Forensische Odontologie
Eine tragische Brandkatastrophe auf einer Wohltätigkeitsveranstaltung in Paris, dem Bazar de la Charité, bei der am 4. Mai 1897 129 Menschen den Tod fanden, lenkte Amoedos Aufmerksamkeit auf die Rechtszahnmedizin. Es ging um die Identifikation der Brandopfer. Amoëdo war nicht selbst an der Identifikation der Brandopfer beteiligt, befragte jedoch die beteiligten Personen und veröffentlichte die Ergebnisse im ersten Buch zur forensischen Zahnheilkunde L’Art Dentaire de Medicine Legale. Er selbst nennt Albert Hans, den Paraguayischen Konsul als Urheber der forensischen Zahnheilkunde. Dieser habe die behandelnden Zahnärzte der Brandopfer zusammengerufen, um mit deren Hilfe die Opfer zu identifizieren.
Während des 12. Moskauer Internationalen Kongresses referiert er über die Aufgabe der Zahnärzte an der Identifizierung von Leichen, wobei er sich auf die Katastrophe des Wohltätigkeitsbasars bezog. Sein 608 Seiten umfassendes Werk, das  von Masson et Cie veröffentlicht wurde, erhielt bald den Referenzstatus zur forensischen Odontologie. Es enthält Identifikationstechniken, Ausführungen zur Erkennung von Bissverletzungen und zur Altersdiagnostik anhand der Abnutzung der Zähne. Er beschreibt darin 52 Kriterien zur Identifizierung.

## Ehrungen
Oscar Amoëdo war Mitglied der Zahnarztgesellschaften aus Spanien, Schweden, Finnland, Kolumbien, Dänemark und Kanada. In vielen dieser Institutionen war er Präsident und Ehrenmitglied. Er erhielt über hundert internationale Auszeichnungen und Orden, darunter
- Ritter der Ehrenlegion (Frankreich)
- Orden Karls III. (die höchste zivile Auszeichnung, die in Spanien verliehen wird)
- Orden Alfons’ XII. (für hervorragenden Verdiensten auf dem Gebiet der Forschung)
- Offizier des Ordre des Palmes Académiques (eine der höchsten Auszeichnungen in Frankreich für Verdienste um das französische Bildungswesen)
- Orden des Brustbildes von Bolivar
- Portugiesischer Christusorden